# جان لوگی برد
جان لوگی بِرد (به انگلیسی: John Logie Baird) (زاده ۱۴ اوت ۱۸۸۸ – مرگ ۱۴ ژوئن ۱۹۴۶)، مهندس و مخترع بریتانیایی تلویزیون و نخستین پخش رنگی برنامه‌های تلویزیونی الکترونیکی بود. تلویزیون الکترومکانیکی که جان برد اختراع کرد نهایتاً توسط ولادیمیر زورکین و فیلو فارنزورث تکامل داده‌شده به تلویزیون کاملاً الکترونیکی تبدیل شدند. موفقیت‌های جان لوگی برد در توسعه فناوری پخش برنامه‌های تلویزیونی و سینمایی رنگی جایگاه ویژه‌ای در تاریخ تکامل تلویزیون به وی عطا کرده‌است.

## زندگی و تحصیلات
جان لوگی برد در شهر هلنزبرو در منطقه دانبارتونشایر در غرب اسکاتلند به دنیا آمد. از دبیرستان لارکفیلد، فارغ‌التحصیل شد و تحصیلات عالی خود را در دانشگاه‌های استرثکلاید و گلاسگو ادامه داد. با آغاز جنگ جهانی اول، وی تحصیلات دانشگاهی را ناتمام رها کرد و هیچگاه برای به پایان بردن آن به دانشگاه بازنگشت.